# Tigist Mengistu
Tigist Gezahagn Mengistu (12 de marzo de 2000) es una deportista etíope que compite en atletismo adaptado. Ganó dos medallas en los Juegos Paralímpicos de Verano, oro en Tokio 2020 y oro en París 2024.

## Palmarés internacional
| Juegos Paralímpicos | Juegos Paralímpicos | Juegos Paralímpicos | Juegos Paralímpicos |
| Año                 | Lugar               | Medalla             | Prueba              |
| ------------------- | ------------------- | ------------------- | ------------------- |
| 2020                | Tokio (Japón)       | Medalla de oro      | 1500 m T13          |
| 2024                | París (Francia)     | Medalla de oro      | 1500 m T13          |